# Pachypodistes annulata
Pachypodistes annulata är en fjärilsart som beskrevs av George Francis Hampson 1916. Pachypodistes annulata ingår i släktet Pachypodistes och familjen mott. Inga underarter finns listade i Catalogue of Life.